# Ökumenischer Kirchentag

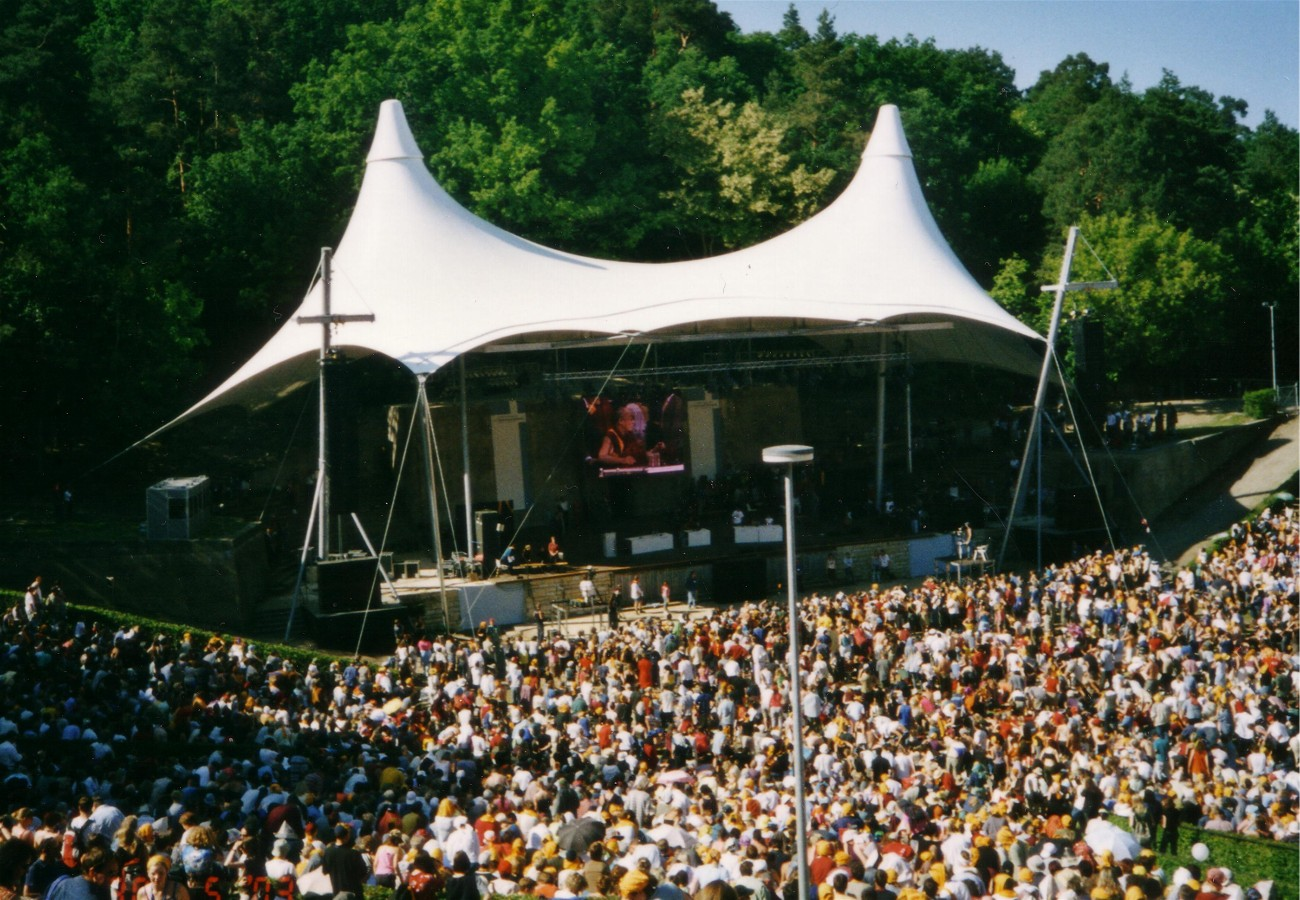
Der Dalai Lama in der Berliner Waldbühne 2003

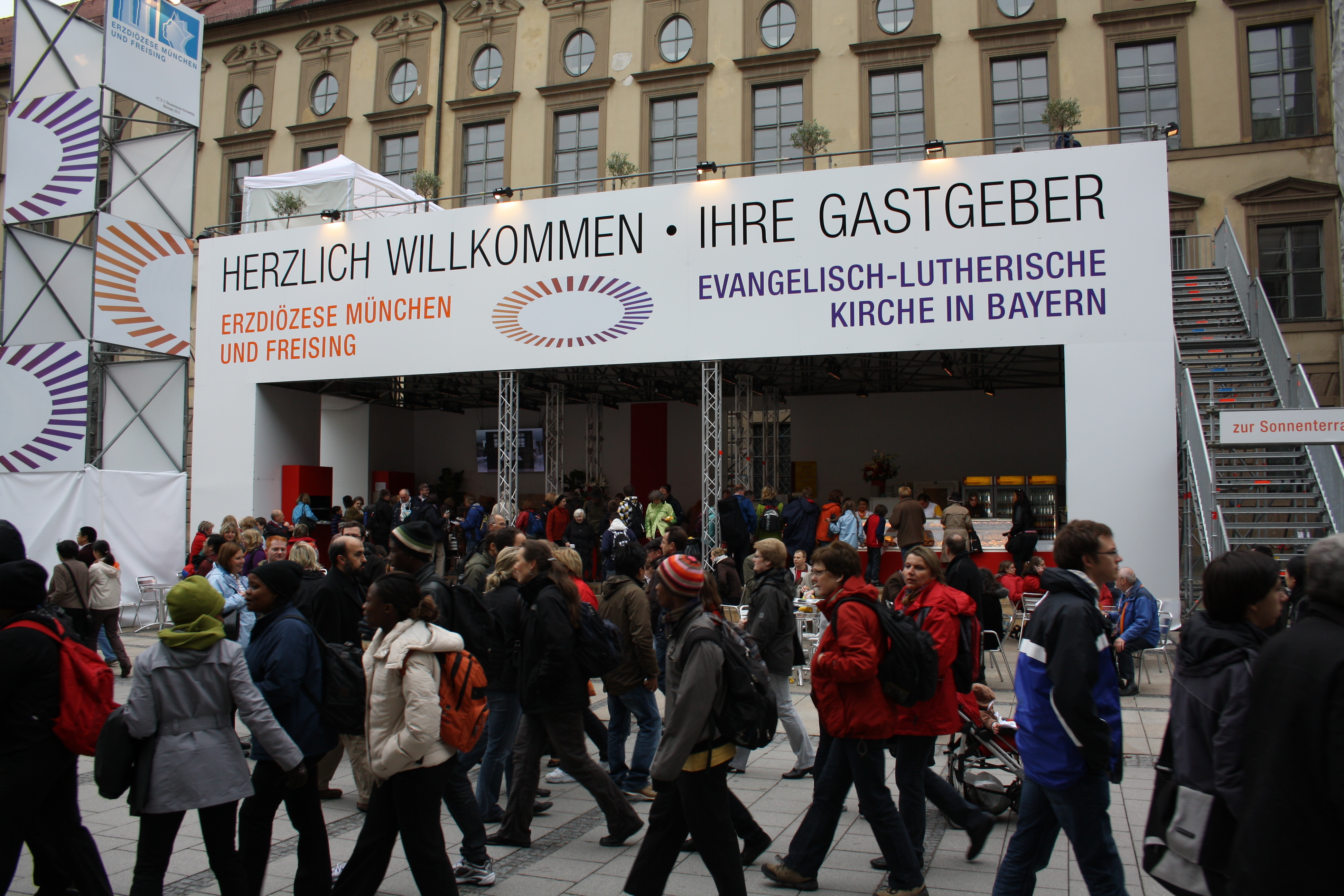
Fußgängerzone Neuhauser Straße (München) 2010

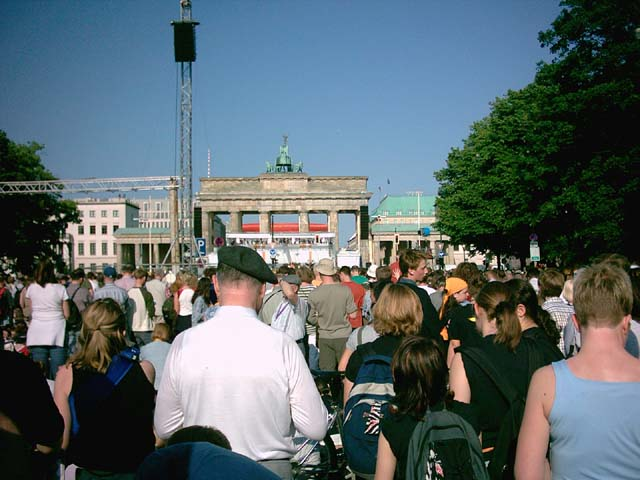
Eröffnungsgottesdienst 2003

Der Ökumenische Kirchentag (ÖKT) ist ein ökumenisches Laientreffen von Christen, vor allem der beiden großen Konfessionen, in Deutschland.
Er wird gemeinsam vom Deutschen Evangelischen Kirchentag und dem Zentralkomitee der deutschen Katholiken organisiert. Um den ökumenischen Charakter zu unterstreichen, fällt in dessen Umfeld ein nach Konfessionen getrennter turnusgemäßer Katholikentag sowie Evangelischer Kirchentag aus.

## Geschichte
Das erste Ökumenische Pfingsttreffen mit 8270 Dauerteilnehmern fand vom 3. bis 5. Juni 1971 auf Einladung des Präsidiums des Deutschen Evangelischen Kirchentags und des Zentralkomitees der deutschen Katholiken in Augsburg statt.
Der erste Ökumenische Kirchentag fand 2003 in Berlin statt. Die Losung des Ökumenischen Kirchentags 2003 lautete „Ihr sollt ein Segen sein“. Es kamen über 200.000 Dauerbesucher.
Der zweite Ökumenische Kirchentag fand entgegen ursprünglicher Planung erst 2010 vom 12. bis 16. Mai in München statt. Auch hier wurden die Leitungsgremien gemeinsam vom Deutschen Evangelischen Kirchentag sowie vom Zentralkomitee der deutschen Katholiken besetzt. Das Motto lautete „Damit ihr Hoffnung habt“. Dieser ÖKT hatte über 3039 Veranstaltungen an 577 Veranstaltungsorten und 125.000 Dauerbesucher. Von diesen waren etwa 58 % evangelisch, 58 % weiblich, 28 % Schüler, 38 % unter 30 Jahre alt und 17 % über 60 Jahre alt.
Am Pfingstfest 2015 wurde ein Ökumenischer Kirchentag in Speyer vom Bistum und der Landeskirche veranstaltet. 130 Organisationen präsentierten sich auf der Kirchenmeile. Erwartet wurden 20.000 Besucher. Bei diesem ÖKT wurde ein als bundesweit einmalig bezeichneter ökumenischer Leitfaden verabschiedet.
Der dritte Ökumenische Kirchentag fand vom 13. Mai bis 16. Mai 2021 in Frankfurt am Main statt
. Ursprünglich war geplant, den nächsten Ökumenischen Kirchentag 2019 stattfinden zu lassen. Für dieses Jahr lag aber keine Einladung eines katholischen Bistums oder einer evangelischen Landeskirche vor. Bereits im Jahr 2017 wurde anlässlich des 500. Jahrestags der Reformation eine große ökumenische Veranstaltung gefeiert.